# Тадеуш Ковальський (архітектор)

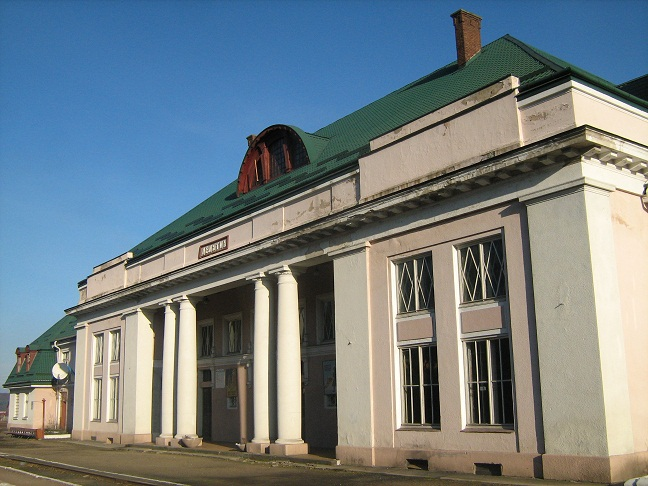
Вокзал у Делятині

Тадеуш Ковальський (пол. Tadeusz Kowalski, 28 жовтня 1883 Поляновіце — р. і м. см. невід.) — архітектор, що працював у Станіславові (тепер Івано-Франківськ). Народився в Поляновіцах. 1913 року закінчив інженерний факультет Львівської політехніки. 1916 року опинився у Станіславові. Працював інженером на залізниці. 1918 року згадується, як експерт, що оцінював стан окремих споруд, зруйнованих військовими діями. Проживав в одноповерховому особняку на вулиці Грюнвальдській, 6 (Ковальському належала половина будинку). Член Професійної спілки будівничих у Львові. Останні згадки про Ковальського датуються 1933 роком. Спроектував низку будівель, використовуючи модернізовані історичні стилі. 
Роботи
- Приватна клініка доктора Яна Гутта на вулиці Франка, 9 (1926).
- Дім Польської спілки залізничників на розі вулиць Вірменської, 3 і Грушевського, 19 (1925–1927).
- Будівля жіночої учительської семінарії на вулиці Франка, 33 (1927). Авторство приписується на основі аналізу форм.
- Розбудова залізничної поліклініки на площі Привокзальній (1933).
- Одноповерхова прибудова до будинку на вулиці Січових Стрільців, 18.
- Залізничні станції в Делятині (1929) і Татарові (1932).